# Tiếng Quảng Đông
Tiếng Quảng Đông (giản thể: 广东话; phồn thể: 廣東話; Hán-Việt: Quảng Đông thoại; Âm Yale: Gwóngdūng wá; Âm Jyutping: gwong2dung1 waa2), còn gọi là Việt ngữ (giản thể: 粤语; phồn thể: 粵語) , là một nhánh chính của tiếng Trung được nói tại miền Nam Trung Quốc, đặc biệt là ở Quảng Đông, Quảng Tây, Hồng Kông và Ma Cao.
Tiếng Quảng Đông bao gồm nhiều phương ngôn khác nhau, trong đó có hai phương ngôn từng đóng vai trò làm lingua franca trong các cộng đồng người Hoa hải ngoại tại Bắc Mỹ là tiếng Đài Sơn (thế kỷ XIX) và tiếng Quảng Châu (thế kỷ XX). Tiếng Quảng Châu-được nói tại thủ phủ Quảng Châu của tỉnh Quảng Đông-là phương ngữ ưu thế của nhánh ngôn ngữ này, nó cũng là ngôn ngữ chính thức tại hai đặc khu hành chính Hồng Kông và Ma Cao. Tiếng Quảng Đông cũng được sử dụng rộng rãi trong cộng đồng người Hán ở nước ngoài ở Đông Nam Á (đáng chú ý nhất là ở Việt Nam và Malaysia, cũng như ở Singapore và Campuchia ở mức độ thấp hơn) và trên khắp thế giới phương Tây.
Các phương ngôn của tiếng Quảng Đông không thể thông hiểu qua lại được với các phương ngôn khác của tiếng Trung. Các phương ngôn tiếng Quảng Đông bảo lưu được nhiều nhất các phụ âm cuối và hệ thống thanh điệu của tiếng Trung trung đại nhưng lại không bảo tồn được một số phụ âm đầu và giữa như các phương ngôn khác.
Tiếng Quảng Đông được đánh giá là một trong những phương ngữ bảo thủ nhất của tiếng Hoa do bảo tồn được khá nhiều những đặc điểm cấu trúc âm tiết, bao gồm phụ âm cuối p, t, k và hệ thống ngữ âm thanh điệu tương đối phức tạp. Tuy nhiên phương ngữ này lại mất đi rất nhiều phụ âm đầu trong quá trình phát triển đặc biệt là các âm ma sát được bảo tồn trong các phương ngữ xung quanh khác.

## Tên gọi
Trong tiếng Anh, thuật từ Canton vốn chủ yếu dùng để chỉ thủ phủ Quảng Châu nhưng nó còn được dùng để gọi chung cả tỉnh Quảng Đông (xét về mặt từ nguyên thì Canton liên quan tới Quảng Đông). Tương tự thế, thuật từ Cantonese nguyên gốc dùng để gọi tiếng Quảng Châu nhưng còn được dùng để đề cập tới cả tiếng Quảng Đông nói chung.
Trong cộng đồng nói tiếng Quảng Đông trên toàn cầu thì cụm từ 白話 Baak6 waa2; Baahkwá (Bạch thoại), 唐話  (Đường thoại) để chỉ cho ngôn ngữ của mình, trong khi một số người nói tiếng Quảng Đông nhằm phân biệt phương ngữ của mình thì còn có thêm 廣府話 Gwong2 fu2 waa2; Gwóngfú wá (Quảng Phủ thoại) để chỉ phương ngữ Quảng Châu
Để tránh nhập nhằng, giới hàn lâm dùng thuật từ Yue ("Việt" như trong "Bách Việt") để đề cập tới tiếng Quảng Đông. Trong tiếng Việt, tên gọi tiếng Quảng Đông có khi lại đề cập cụ thể tới phương ngôn Quảng Châu. Tuy nhiên, thuật ngữ được chọn trong bài viết này vẫn là tiếng Quảng Đông thay vì Việt ngữ để tránh nhầm với tiếng Việt.

## Âm vị học
Tiếng Quảng Đông tiêu chuẩn (phương ngữ Hồng Kông - Quảng Châu) gồm 19 phụ âm đầu, và 1 âm thanh hầu cho các âm tiết bắt đầu bằng nguyên âm 
Bảng sau đây gồm kí hiệu IPA cùng với (Jyutping/Yale) 

Biểu đồ IPA các nguyên âm tiếng Quảng Đông

Biểu đồ IPA các nguyên âm đôi

Thanh điệu phương ngữ Hồng Kông kèm theo kí hiệu số của Jyutping và chữ Hán

|                |           | Môm       | Răng - Lợi    | Ngạc cứng  | Ngạc      | Ngạc        | Thanh hầu |
| mềm            | môi hóa   | Môm       | Răng - Lợi    | Ngạc cứng  |           |             | Thanh hầu |
| -------------- | --------- | --------- | ------------- | ---------- | --------- | ----------- | --------- |
| Mũi            | Mũi       | m 明 (m)  | n 泥 (n)      |            | ŋ 我 (ng) |             |           |
| Âm tắt (miệng) | chân răng | p 幫 (b)  | t 端 (d)      |            | k 見 (g)  | kʷ 古 (gw)  | (ʔ) 亞    |
| Âm tắt (miệng) | bật hơi   | pʰ 滂 (p) | tʰ 透 (t)     |            | kʰ 溪 (k) | kʰʷ 困 (kw) |           |
| Âm xát         | chân răng |           | t͡s 精 (z/j)   |            |           |             |           |
| Âm xát         | bật hơi   |           | t͡sʰ 清 (c/ch) |            |           |             |           |
| Âm xát         | Âm xát    | f 非 (f)  | s 心 (s)      |            |           |             | h 曉 (h)  |
| Tiếp cận       | Tiếp cận  |           | l 來 (l)      | j 以 (j/y) |           | w 云 (w)    |           |

## Tiếng Quảng Đông ở Việt Nam
Ở Việt Nam, tiếng Quảng Đông là ngôn ngữ chính của cộng đồng dân tộc Hán, thường được gọi là người Hoa, chiếm khoảng một triệu người và là một trong những dân tộc thiểu số lớn nhất trong cả nước. Hơn một nửa dân số người Hoa ở Việt Nam nói tiếng Quảng Đông như bản ngữ và ngôn ngữ này cũng đóng vai trò là lingua franca trong số các nhóm phương ngữ tiếng Hán khác nhau. Nhiều người bản ngữ nói rằng việc họ tiếp xúc với tiếng Việt, với giọng Việt hoặc khuynh hướng để 'chuyển mã' giữa tiếng Quảng Đông và tiếng Việt.
Tiếng Quảng Đông tại Việt Nam không thể thông hiểu với các phương ngôn tiếng Quảng Đông khác vì sự khác biệt trong âm vị và ngữ pháp vốn bị ảnh hưởng bởi tiếng Việt.
Tiếng Quảng Đông ở Móng Cái là phương ngữ Khâm Liêm của người Quảng Đông ở Móng Cái, Việt Nam. Hầu hết những người nói đều đến từ Phòng Thành Cảng.

### Phân bố
Tiếng Quảng Đông ở Việt Nam phân bố ở nhiều nơi trên lãnh thổ Việt Nam. Nó được phân bổ nhiều hơn ở khu vực phía Bắc và phía Nam Thành phố Hồ Chí Minh. Trong số các dân tộc thiểu số ở Việt Nam, người Sán Dìu, người Ngái và người Việt gốc Hoa đều sử dụng phương ngữ này.

### Đặc điểm
Tiếng Quảng Đông ở Việt Nam là sự pha trộn giữa tiếng Việt và các biến thể khác của Trung Quốc và khá khác với  tiếng Quảng Đông tiêu chuẩn.